# Ariane Labed
Ariane Labed, född 8 maj 1984, är en grekisk-fransk skådespelare och filmregissör. Hon blev prisad redan för sin debutfilm Attenberg (2010).

## Biografi
Född till franska föräldrar bodde Ariane Labed i Aten under de första sex åren av sitt liv och flyttade sedan till Tyskland, där de också bodde i sex år. När hon var 12 flyttade de till Frankrike, där hon studerade skådespeleri och manusskrivande vid universitetet i Provence. På universitetet mötte hon regissören Argyro Chioto och tillsammans bildade de teatergruppen VASISTAS som fortfarande är aktiv i Grekland. Hon har också spelat en del roller på Ethnikó Théatro i Aten.
Både Labed och filmregissören Athina Rachel Tsangari debutfilm var den Yorgos Lanthimos producerade filmen Attenberg (2010). Filmen tillsammans med hennes insats blev hyllad. Hon fick priset som bästa kvinnliga skådespelare på Venice Film Festival. Hon var sedan med i Lanthimos nästa filmer Alper (2011) och The Lobster (2015). Den sistnämnda fick ett mycket gott mottagande och fick juryns pris på Cannes filmfestival samt en oscarsnominering. Hon medverkade sedan bredvid Michael Fassbender i storfilmen Assassin's Creed (2016).
Labed syntes sedan bredvid Rooney Mara och Joaquin Phoenix i Maria Magdalena (2018). Filmen fick inte ett särskilt bra mottagande. 2024 regisserade hon sin första långfilm September Says som baseras på romanen Sisters av Daisy Johnson.

## Privatliv
Labed har varit gift med filmregissören Yorgos Lanthimos sedan 2011. De bodde i London fram till 2021, men bor nu i Aten.
I juni 2024 skrev Labed tillsammans med 230 franska artister under en petiton till Frankrikes president Emmanuel Macron där de krävde att Frankrike erkänner Palestina som stat.

## Filmografi

### Film
| Year | Film                 | Role           | Notes              |
| ---- | -------------------- | -------------- | ------------------ |
| 2010 | Attenberg            | Marina         |                    |
| 2011 | Alper                | Gymnast        |                    |
| 2012 | The Capsule          |                | Kortfilm           |
| 2013 | Before Midnight      | Anna           |                    |
| 2013 | En plats på jorden   | Elena Morin    |                    |
| 2014 | Magic Men            | Maria          |                    |
| 2014 | Love Island          | Liliane        |                    |
| 2014 | Alices resa          | Alice          |                    |
| 2014 | Intimate Semaphores  | Laurel         |                    |
| 2014 | La diagonale du fils |                | Kortfilm           |
| 2015 | The Forbidden Room   | Alicia Warlock |                    |
| 2015 | Préjudice            | Caroline       |                    |
| 2015 | The Lobster          | The Maid       |                    |
| 2015 | Malgré la nuit       | Hélène         |                    |
| 2016 | Seances              |                |                    |
| 2016 | The Stopover         | Aurore         |                    |
| 2016 | Assassin's Creed     | Maria          |                    |
| 2018 | Maria Magdalena      | Rachel         |                    |
| 2019 | The Souvenir         | Garance        |                    |
| 2019 | Olla                 |                | Enbart regissör    |
| 2021 | The Souvenir Part II | Garance        |                    |
| 2022 | Flux Gourmet         | Lamina Propria |                    |
| 2023 | Le Vourdalak         | Sdenka         |                    |
| 2024 | Swimming Home        | Kitti          |                    |
| 2024 | September Says       |                | Regissör och manus |

### TV
| År        | Titel        | Roll     | Notering                    |
| --------- | ------------ | -------- | --------------------------- |
| 2016      | Black Mirror | Catarina | Avsnitt: "Men Against Fire" |
| 2018      | Ad Vitamin   | Odessa   | 2 avsnitt                   |
| 2020      | Trigonometry | Ray      | 8 avsnitt                   |
| 2021-2022 | L'Opera      | Zoe      | 16 avsnitt                  |